# Zosteraceae
Famille
Classification APG III (2009)
Les Zosteracées (Zosteraceae) sont une famille de plantes aquatiques. Elle comprend une vingtaine d'espèces réparties en 2 à 3 genres.
Ce sont, comme la famille voisine des Posidoniacées, des plantes aquatiques marines entièrement submergées, à pollinisation aquatique. La tige est un rhizome rampant, monopodial chez Phyllospadix et Zostera, et sympodial chez Heterozostera.
On les rencontre le long des côtes, des zones froides aux zones tropicales. Largement répandues, elles sont cependant absentes de certaines régions.

## Étymologie
Le nom vient du genre Zostera qui dérive du grec ancien ζωστήρ zoster signifiant ceinture, en référence à la forme des feuilles.

## Liste des genres
Selon World Checklist of Selected Plant Families (WCSP) (15 avr. 2010) :
- genre Phyllospadix Hook. (1838)
- genre Zostera L. (1753)

Selon NCBI (15 avr. 2010), Angiosperm Phylogeny Website (19 mai 2010) et DELTA Angio (15 avr. 2010) :
- genre Heterozostera
- genre Phyllospadix
- genre Zostera

Selon ITIS (15 avr. 2010) (qui suit la Classification de Cronquist):
- genre Phyllospadix Hook.
- genre Zostera L.

## Liste des espèces
| Selon World Checklist of Selected Plant Families (WCSP) (15 avr. 2010) : - genre Phyllospadix Hook. (1838) - Phyllospadix iwatensis Makino (1931) - Phyllospadix japonicus Makino (1897) - Phyllospadix juzepczukii Tzvelev (1981) - Phyllospadix scouleri Hook. (1838) - Phyllospadix serrulatus Rupr. ex Asch. (1868) - Phyllospadix torreyi S.Watson (1879) - genre Zostera L. (1753) - Zostera angustifolia (Hornem.) Rchb. (1845) - Zostera asiatica Miki (1932) - Zostera caespitosa Miki (1932) - Zostera capensis Setch. (1933) - Zostera capricorni Asch. (1876) - Zostera caulescens Miki (1932) - Zostera japonica Asch. & Graebn. (1907) - Zostera marina L. (1753) - Zostera mucronata Hartog, Verh. Kon. Ned. Akad. Wetensch., Afd. Natuurk., Sect. 2 (1970) - Zostera muelleri Irmisch ex Asch. (1867) - Zostera noltii Hornem. (1832) - Zostera novazelandica Setch. (1933) - Zostera tasmanica M.Martens ex Asch. (1867) | Selon NCBI (15 avr. 2010) : - genre Heterozostera - Heterozostera tasmanica - genre Phyllospadix - Phyllospadix iwatensis - Phyllospadix scouleri - Phyllospadix torreyi - genre Zostera - Zostera angustifolia - Zostera asiatica - Zostera caespitosa - Zostera capensis - Zostera capricorni - Zostera caulescens - Zostera japonica - Zostera marina - Zostera minima - Zostera mucronata - Zostera muelleri - Zostera noltii - Zostera novazelandica - Zostera pacifica - Zostera tasmanica |

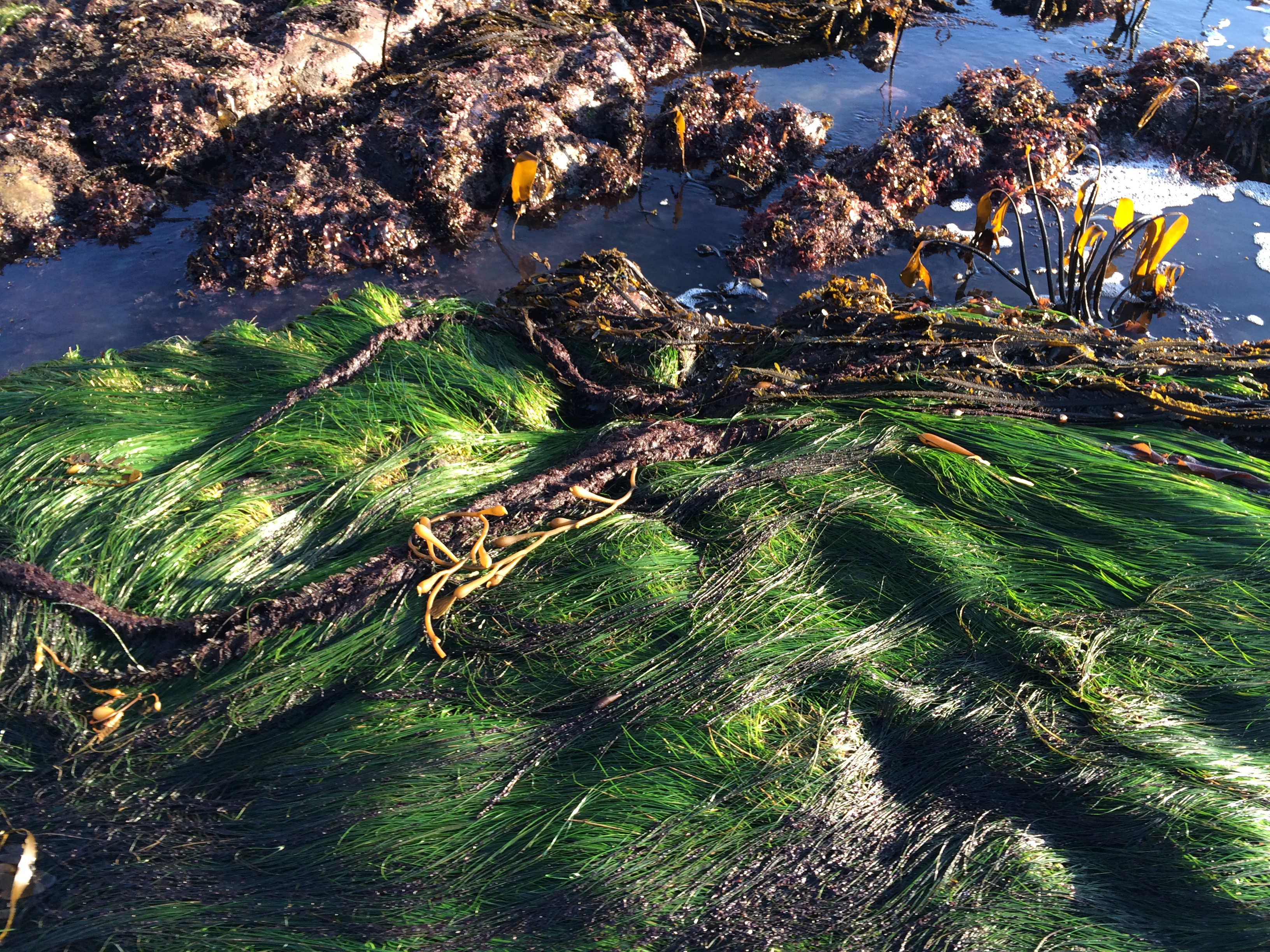
Phyllospadix scouleri
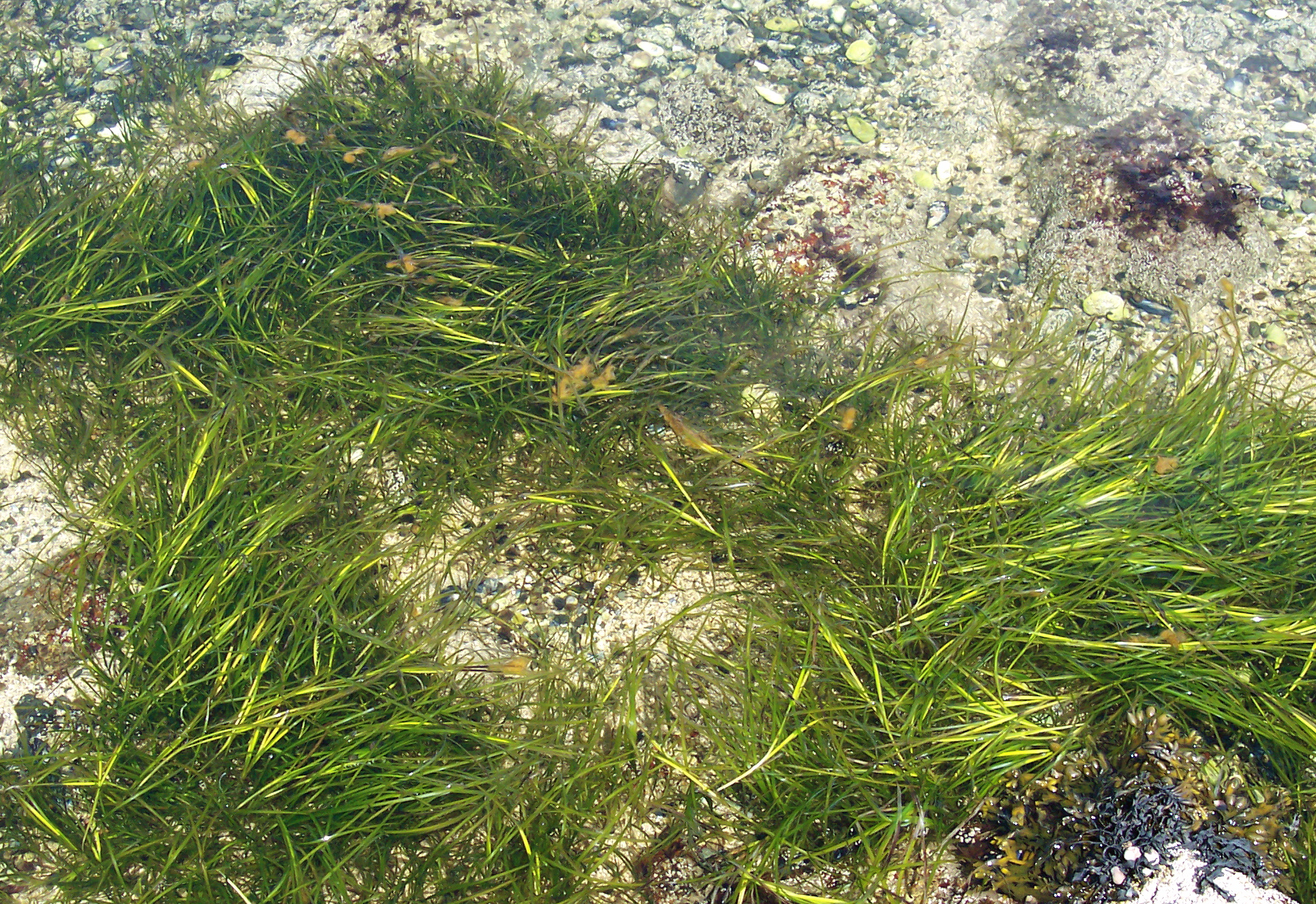
Zostera marina
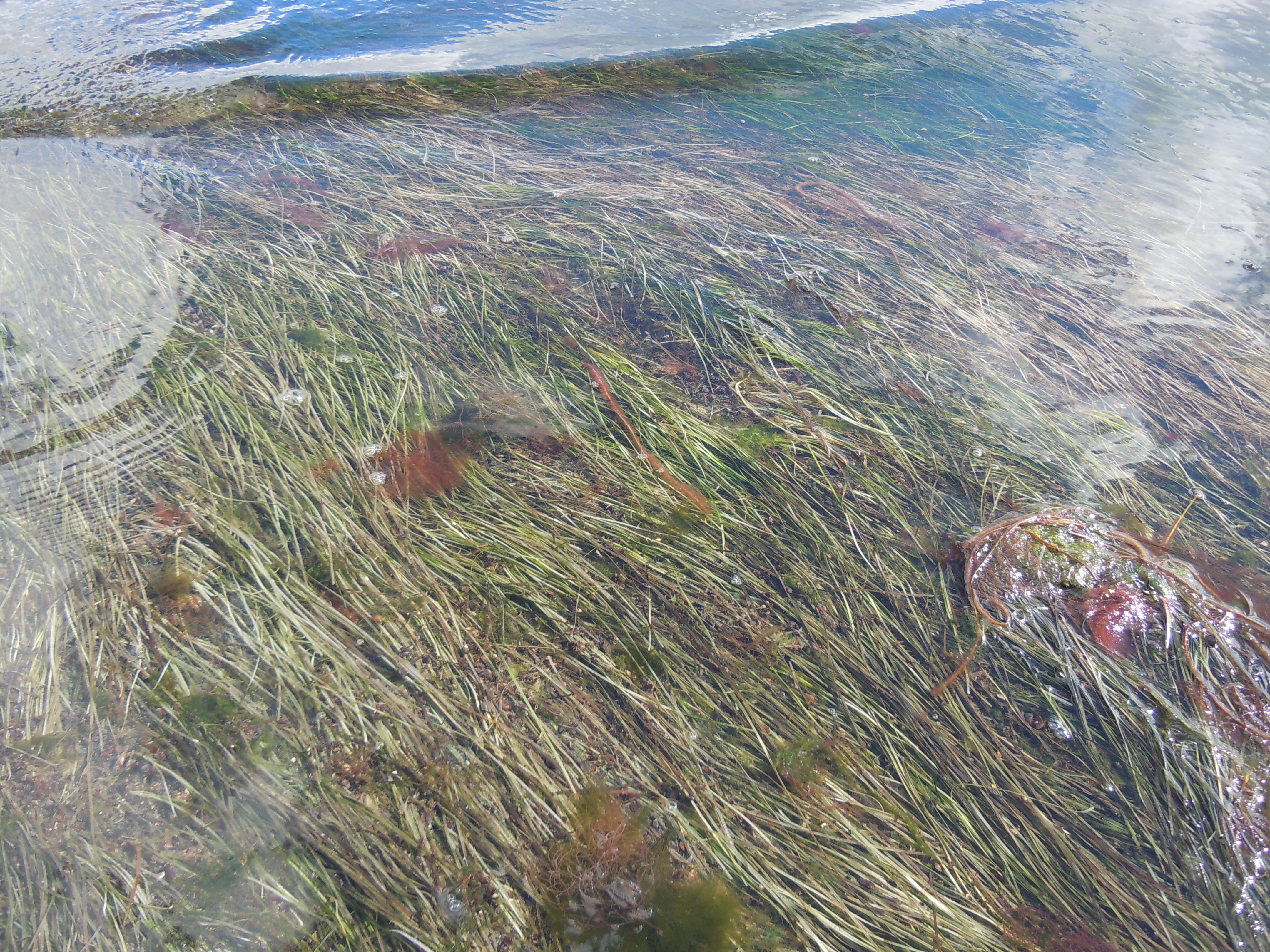
Zostera noltii